# Stilon Gorzów Wielkopolski (piłka wodna)
Stilon Gorzów Wielkopolski – polski męski klub piłki wodnej z Gorzowa Wielkopolskiego istniejący w latach 1959–1996.

## Historia klubu
Sekcja piłki wodnej w ZKS Stilonie została założona w 1959 roku. Inicjatorami jej powołania byli: Leszek Nowak, były zawodnik bytomskiej Polonii – Ryszard Łuczak, Jan Grabizna i pierwszy szkoleniowiec gorzowskiego zespołu - przybyły z Olimpii Poznań Eugeniusz Olszewski. Trzej ostatni, wraz z m.in. Ireneuszem Tonnem, Janem Tarułką, Adamem Stefaniukiem, Maciejem Niedziałkowskim, Romanem Furmaniakiem i Markiem Wojsznisem stworzyli drużynę, która początkowo trenowała – z uwagi na brak bazy sportowej, na rozlewiskach Warty bądź pływalni w dawnej łaźni miejskiej.
Już w pierwszym sezonie Stilonowcy byli blisko awansu do II ligi, jednak przegrali w turnieju w Janowie. W kolejnych dwóch latach gorzowscy waterpoliści rozgrywali jedynie mecze towarzyskie. Kolejną próbę awansu do II ligi klub podjął w 1962 roku. Po pokonaniu drugiej drużyny Arkonii Szczecin w mistrzostwach okręgu szczecińskiego (2:2 i 4:3), drużyna gorzowska wzięła udział w turnieju eliminacyjnym w Warszawie, w którym zwyciężyła KSZO Ostrowiec Świętokrzyski (6:5) i Start Bytom (7:5), ale w decydującym o awansie spotkaniu ulegli Sparcie Warszawa 4:9.
W sezonie 1963 ze względu na reformę rozgrywek tj. likwidację II ligi i powiększenie do dwóch grup I ligi gorzowianie – po pokonaniu w decydującym meczu Anilany Łódź, znaleźli się wśród najlepszych drużyn w kraju, zajmując w rozgrywkach jednak ostatnie miejsce. Podobnie było w następnym sezonie.
W 1965 roku z powodu kolejnej reorganizacji rozgrywek polegającej na zmniejszeniu I ligi do ośmiu drużyn gorzowscy waterpoliści po pierwszej połowie sezonu ponownie uczestniczyli w cyklu eliminacji o awans. Przeciwnikami Stilonu było siedem innych drużyn z I i II ligi: Śląsk Wrocław, Olimpia Poznań, Anilana Łódź, Ślęza Wrocław, Fortuna Bytom, Neptun Stargard Szczeciński i Górnik Zabrze. Awans wywalczyły jednak obydwie wrocławskie ekipy. Jesienią odbyły się kolejne eliminacje o wejście do rozgrywek I ligi sezonu 1966. Tym razem Stilonowcy wywalczyli awans, pokonując w trójmeczu barażowym Anilanę Łódź 2:1 (5:6, 5:1 i 6:2). Kolejne lata to ponownie zacięte boje gorzowskiej drużyny o utrzymanie. Po kolejnym spadku z I ligi w 1969 roku Stilonowcy znów musieli uczestniczyć w eliminacjach o awans szybko wracając do najwyższej klasy rozgrywkowej, pewnie pokonując na turnieju w Sosnowcu GKS Katowice 8:4, Neptuna Stargard Szczeciński 8:3 i MKS Szczecin 8:0. W następnych latach – po likwidacji II ligi, gorzowski klub nie musiał już walczyć o utrzymanie, jednak w sekcji zaznaczył się dość duży kryzys. Po zajęciu 6 miejsca w lidze w sezonie 1972, zarząd klubu postanowił na dwa lata wycofać drużynę z rozgrywek o mistrzostwo Polski.
Po powrocie do rozgrywek ligowych w sezonie 1975 trzon zespołu tworzyli już mistrzowie Polski juniorów z 1974 roku, a kolejny sezon 1976 był początkiem przyszłych sukcesów gorzowskich waterpolistów. Stilonowcy zdobyli wówczas pierwszy medal mistrzostw Polski – brązowy, Puchar Polski, oraz mistrzostwo Polski juniorów. W sezonie 1977 klub wywalczył historyczny tytuł mistrza Polski, a od 1980 roku rozpoczął się absolutny prymat krajowy drużyny Stilonu w rozgrywkach o mistrzostwo Polski. Seniorzy nieprzerwalnie do 1991 roku zwyciężali w lidze i w Pucharze Polski (poza sezonem 1981). Każdego roku w drużynie wówczas było od 6 do 8 waterpolistów z klasą mistrzowską i kilku bądź kilkunastu reprezentantów Polski.
W 1992 roku drużyna Stilonu wycofała się mistrzostw Polski. Klub powrócił jeszcze na rozgrywki w sezonie 1996, zdobywając po raz 15 tytuł mistrzowski. Po rozwiązaniu sekcji w 1996 roku drużynę piłki wodnej reaktywowano najpierw w Miejskim Klubie Pływackim „Gorzów”, natomiast w 2005 roku – w nowo utworzonym klubie GKPW-59.

### Rozgrywki europejskie
Piłkarze wodni Stilonu 5-krotnie uczestniczyli w rozgrywkach klubowego Pucharu Europy. Największym osiągnięciem klubu był 3-krotny udział w ćwierćfinałach tych rozgrywek w 1985, 1987 i 1989 roku.

## Sukcesy[5]
Krajowe
Mistrzostwa Polski
- 1. miejsce: 1977, 1978, 1980, 1981, 1982, 1983, 1984, 1985, 1986, 1987, 1988, 1989, 1990, 1991, 1996
- 2. miejsce: 1979
- 3. miejsce: 1976

Puchar Polski
- 1. miejsce: 1976, 1977, 1979, 1980, 1982, 1983, 1984, 1985, 1986, 1987, 1988, 1989, 1990, 1991, 1994, 1995

Młodzieżowe
Mistrzostwa Polski juniorów
- 1. miejsce: 1973, 1974, 1975, 1976, 1977, 1981, 1982, 1983, 1984, 1995, 1996

## Waterpoliści i trener
W drużynie występowali m.in.: Piotr Bukowski, Piotr Diakonów, Krzysztof Garbolewski, Grzegorz Roguś, Jacek Perliński, Waldemar Marchwart, Tadeusz Majcherski, Marek Osiński, Krzysztof Chojak, Jacek Osiński, Paweł Zabiszak, Henryk Majcherski, Jóżef Pawlak, Wojciech Jeruzal, Sławomir Andruszkiewicz, Rafał Mosiężny, Janusz Michalski, Łukasz Kieloch, Rafał Wócik, Maciej Szymczak, Rafał Baranowski, Grzegorz Knap, Jakub Lepieszkiewicz, Jacek Maciąg, Marcin Stachowiak, Łukasz Staszak, Grzegorz Zawadzki i Sebastian Żabski.
Pierwszymi gorzowskimi waterpolistami, którzy zadebiutowali – w 1971 roku, w reprezentacji Polski byli Tadeusz Majcherski i Jacek Perliński. Ponadto wielu gorzowskich piłkarzy wodnych reprezentowało Polskę w mistrzostwach Europy - jako pierwszy Perliński w 1974 roku. Najdłuższy staż reprezentacyjny mieli: Piotr Diakonów, Józef Pawlak, Jacek Osiński, Janusz Michalski i Sławomir Andruszkiewicz.
Po rozwiązaniu sekcji w 1996 roku największą karierę zrobił Piotr Bukowski, który po wyjeździe do Niemiec zdobył z tamtejszym klubem Spandau 04 Berlin trzykrotnie klubowy Puchar Europy, a także (już z reprezentacją Niemiec) dwukrotnie wystąpił na Igrzyskach Olimpijskich (w Barcelonie – 7. miejsce, i Atlancie – 9. miejsce). Wraz z Bukowskim wiele tytułów mistrza Niemiec – oraz tytuł „króla strzelców”, zdobył Sławomir Andruszkiewicz.
Trenerem drużyny był Ryszard Łuczak.